# Коровинский залив
Коровинский залив (англ. Korovin Bay) — залив или бухта в бывшей русской Америке, на северной стороне острова Атка, одного из Андреяновских, в гряде Алеутских. Залив вдаётся глубоко в остров от запада к востоку, между мысами Коровинским на севере и Яичным на юге. Длина залива 14 км, ширина при входе между мысами 10 км, посредине 7 км.
Залив назван в честь капитана Ивана Ивановича Коровина, морехода XVIII века.